# Coro del Año de Eurovisión
El Coro del Año de Eurovisión (oficialmente en inglés: Eurovision Choir of the Year), es un concurso coral televisivo bienal en el que participan coros representantes de las televisiones (en su mayoría públicas) cuyos países son miembros de la Unión Europea de Radiodifusión. La primera edición se celebró en 2017.

## Participación

Participaciones desde 2017:
Participaron al menos una vez
Nunca participaron, pero son elegibles a hacerlo

Los países aptos para participar son los miembros activos (a diferencia de los miembros asociados) de la Unión Europea de Radiodifusión (UER). Los miembros activos son aquellos países que estén dentro del Área de Radiodifusión Europea (que incluye países que no son europeos) o los que pertenecen al Consejo de Europa, siempre que hayan solicitado su ingreso en la UER y cumplan con todos los requisitos para permanecer como miembros activos.
El Área de Radiodifusión Europea está definida por la Unión Internacional de Telecomunicaciones de la siguiente manera:

El «Área de Radiodifusión Europea» está limitado al oeste por el límite occidental de la Región 1, al este por el meridiano 40° Este respecto al de Greenwich y al sur por el paralelo 30° Norte, incluyendo la parte norte de Arabia Saudita y la parte de los países que bordean con el mediterráneo dentro de estos límites. Adicionalmente, Irak, Jordania y la parte del territorio de la República Árabe Siria, Turquía y Ucrania, situado fuera de los límites indicados, están incluidos en el Área de Radiodifusión Europea.

El Área de Radiodifusión Europea incluye territorio que no es de Europa (p.e. los países del África mediterránea).
Los miembros activos incluyen organizaciones de difusión cuyas transmisiones están disponibles (virtualmente) para toda la población del país en el que se encuentren.
Si un miembro activo de la UER desea participar, debe cumplir con todas las condiciones que exigen las reglas de la competición (una copia separada de la misma es enviada anualmente). Esto incluye la necesidad de haber difundido el programa del año anterior dentro de su país, y el pago de los honorarios a la UER antes de la fecha límite especificada en las reglas de la competición para el año en el cual participarán.
La aptitud para participar no está determinada por la inclusión geográfica dentro del continente europeo (a pesar del prefijo «Euro» en «Eurovisión»), que no tiene que ver con la Unión Europea.
| Año  | Países según su debut                                                              |
| ---- | ---------------------------------------------------------------------------------- |
| 2017 | Alemania, Austria, Bélgica, Dinamarca, Eslovenia, Estonia, Gales, Hungría, Letonia |
| 2019 | Escocia, Noruega, Suecia, Suiza                                                    |
| 2021 | Cancelado                                                                          |
| 2023 | Cancelado                                                                          |

| Año  | Países según se retiran   |
| ---- | ------------------------- |
| 2019 | Austria, Estonia, Hungría |
| 2021 | Cancelado                 |
| 2023 | Cancelado                 |

## Reglas
Los coros de los países participantes compiten por el título del Coro del Año de Eurovisión, y los premios incluyen un contrato de grabación para el coro ganador. Cada coro interpreta un conjunto no acompañado de seis minutos y de cualquier género y es juzgado por un jurado de alto nivel.

## Sedes
| Año  | País      | Ciudad     | Lugar        | Radiodifusora | Participantes |
| ---- | --------- | ---------- | ------------ | ------------- | ------------- |
| 2017 | Letonia   | Riga       | Arena Riga   | LTV           | 9             |
| 2019 | Suecia    | Gotemburgo | Scandinavium | SVT           | 10            |
| 2021 | Cancelado | Cancelado  | Cancelado    | Cancelado     | Cancelado     |
| 2023 | Cancelado | Cancelado  | Cancelado    | Cancelado     | Cancelado     |

## Países ganadores
| Victorias | País      | Año/s |
| --------- | --------- | ----- |
| 1         | Dinamarca | 2019  |
| 1         | Eslovenia | 2017  |

## Otros
- Portal:Eurovisión. Contenido relacionado con Eurovisión.
- Festival de la Canción de Eurovisión 2017
- Festival de la Canción de Eurovisión Junior 2017
- Festival de Eurovisión de Jóvenes Bailarines 2017